# Kraft Schepke
Kraft Schepke (ur. 3 marca 1934 w Königsbergu, zm. 12 listopada 2023 w Laboe) – niemiecki wioślarz reprezentujący RFN, mistrz olimpijski.

## Kariera
Wystąpił na igrzyskach olimpijskich w Rzymie w 1960, gdzie Wspólna Reprezentacja Niemiec w składzie: Manfred Rulffs, Walter Schröder, Frank Schepke (jego młodszy brat), Kraft Schepke, Karl-Heinrich von Groddeck, Karl-Heinz Hopp, Klaus Bittner, Hans Lenk i Willi Padge zdobyła złoty medal. W finale o 4,34 sekundy wyprzedzili Kanadyjczyków i o 7,66 sekundy osadę Czechosłowacji. Był to jego jedyny start olimpijski.
Ponadto zdobył złote medale w czwórkach bez sternika na mistrzostwach Europy w Poznaniu (1958) i mistrzostwach Europy w Pradze (1961) oraz w ósemkach na mistrzostwach Europy w Mâcon (1959).
Kształcił się na Uniwersytecie Chrystiana Albrechta w Kilonii. Odznaczony Srebrnym Liściem Laurowym. Po zakończeniu kariery został działaczem sportowym.